# Вайнсберг
Вайнсберг (нім. Weinsberg) — місто в Німеччині, знаходиться в землі Баден-Вюртемберг. Підпорядковується адміністративному округу Штутгарт. Входить до складу району Гайльбронн.
Площа — 22,22 км2. Населення становить 12 446 ос. (станом на 31 грудня 2020).